# Gmina Mariestad
Gmina Mariestad (szw. Mariestads kommun) – gmina w Szwecji, w regionie Västra Götaland, z siedzibą w Mariestad.
Pod względem zaludnienia Mariestad jest 102. gminą w Szwecji. Zamieszkuje ją 23 897 osób, z czego 50,02% to kobiety (11 953) i 49,98% to mężczyźni (11 944). W gminie zameldowanych jest 878 cudzoziemców. Na każdy kilometr kwadratowy przypada 39,67 mieszkańca. Pod względem wielkości gmina zajmuje 157. miejsce.